# Schaarhoogwerker

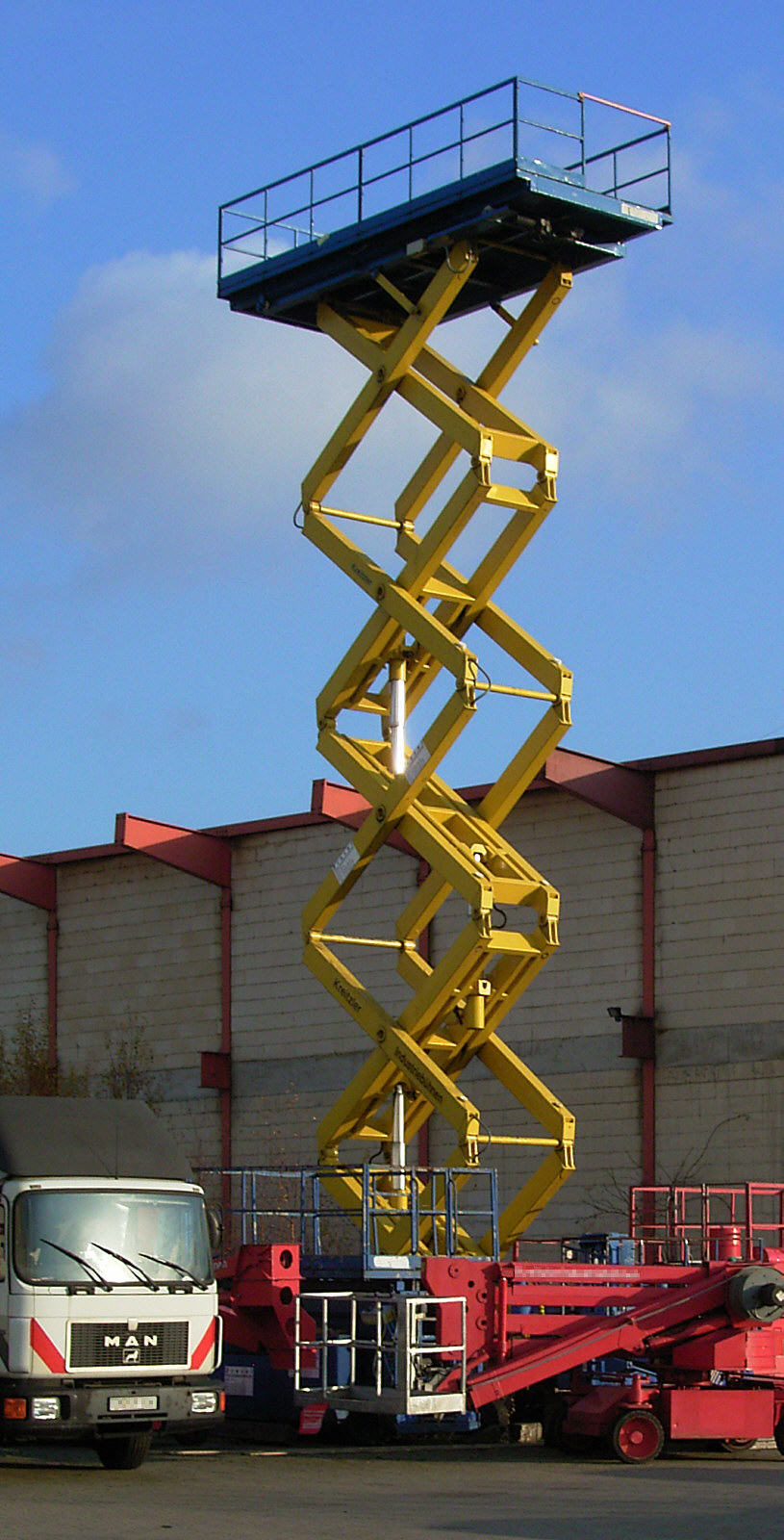
Schaarhoogwerker

Een schaarhoogwerker heeft een platform voor het omhoogbrengen van personen naar de gewenste werkplek. Er zijn schaarliften die hoog kunnen reiken, maar er zijn er ook die slechts een klein hoogteverschil kunnen overbruggen. Het onderstel van een schaarhoogwerker kan voorzien zijn van wielen of rupsen om de machine te verplaatsen.
Voor het gebruik van een schaarhoogwerker dient de ondergrond voldoende draagkrachtig en vlak te zijn. Wanneer de ondergrond niet voldoende vlak is zijn er ook schaarhoogwerkers met stempelpoten. Deze poten kunnen de machine horizontaal stellen zodat deze klaar voor gebruik is. 
Het in- en uitstappen op hoogte is verboden.
Het platform kan alleen verticaal opgeheven worden door met behulp van een hydraulische cilinder, pneumatisch of mechanisch de x-vormige scharen uit elkaar te drukken. Ook is het (meestal) mogelijk het platform aan 1 of 2 kanten te verbreden door middel van een uitschuifbaar platform.